# Chloé Leriche
Pour les articles homonymes, voir Leriche.
Chloé Leriche, née en 1974 à Montréal, est une scénariste, réalisatrice, monteuse et productrice québécoise. En 2016, elle signe Avant les rues, qui reçoit plusieurs prix et est présenté dans de nombreux festivals québécois et internationaux. Soleils Atikamekw est son second long métrage.

## Biographie
Née en 1974 à Montréal, Chloé Leriche, autodidacte, scénarise, réalise, monte et produit plusieurs courts métrages indépendants. Son travail est présenté à la télévision, dans des musées et dans de nombreux festivals. En 2004, Fragments ou lettre à un Allemand (dont je suis amoureuse en secret) reçoit une mention au Prix à la création du festival Vidéoformes en France. En 2007, Les grands (The schoolyard) est finaliste du Top Ten et présenté au Toronto International Film Festival. La même année, elle réalise deux poèmes dans le cadre du long métrage collectif Un cri au bonheur (production Virages). En 2010, Soleils bleus, produit par l'ONF, est diffusé sur une vingtaine d'écrans pendant toute la durée des Jeux olympiques de Vancouver.
Depuis 2004, elle collabore à la création d'un très grand nombre de films à bord du Vidéo Paradiso, travaillant auprès de jeunes itinérants à Montréal. Elle se joint ensuite à l'équipe du Wapikoni Mobile afin d’encourager les jeunes des Premières Nations à s'exprimer par le biais de documentaires et de vidéo clips. C'est dans ce contexte qu'elle commence l'écriture d'Avant les rues.

## Avant les rues (2016)
Le film Avant les rues, produit aux Films de l'autre, a été tourné à Manawan en langue atikamekw, en impliquant les forces vives des trois communautés atikamekw du Québec. Il a été lancé lors du Festival de Berlin, où il a été sélectionné dans la section Génération. Le film a aussi clôturé les Rendez-vous du cinéma québécois. Il a gagné plusieurs prix, dont le prix Luc-Perreault-AQCC et le prix du meilleur film québécois de l'année 2016 de l'Association québécoise des critiques de cinéma (AQCC). Le film a également reçu six nominations dans le cadre des prix Écrans canadiens, et il a été nommé pour huit prix au Gala Québec Cinéma 2017.

## Filmographie

### Longs métrages
- 2007 : Un cri au bonheur
- 2016 : Avant les rues[8]
- 2023 : Soleils Atikamekw[9]

### Courts métrages
- 2001 : La Réplique
- 2001 : Comme une ombre allongée sur l'asphalte
- 2001 : Mémoires
- 2002 : The Vegetableman
- 2002 : Ignorer le vide
- 2003 : L'Homme et la Fenêtre
- 2003 : Hambourg-Altona
- 2003 : Fragments ou Lettre à un Allemand (dont je suis amoureuse en secret)
- 2007 : Les Grands
- 2008 : Qui est là ?
- 2010 : Soleils bleus

## Distinctions
Le film Avant les rues a reçu plusieurs prix, mentions et nominations:
- 2016 : Prix Luc-Perreault-AQCC pour Avant les rues[11].
- 2017 : Avant les rues a fait l'objet de six nominations dans le cadre des prix Écrans canadiens[6], dans les catégories meilleur film, meilleure réalisation, interprétation féminine dans un rôle de soutien (Kwena Bellemare Boivin), interprétation masculine dans un rôle de soutien (Jacques Newashish, meilleure chanson originale (Nikan Boivin - Sokecimoyekw) et meilleures images (Glauco Bermudez).
- American Indian Award show, États-Unis - Best Film
- American Indian Award show, États-Unis - Best Supporting Actress Kwena Bellemare Boivin
- Whistler Film Festival 2016, Canada - Borsos Award for Best Canadian Feature
- Whistler Film Festival 2016, Canada -  Best Director Chloé Leriche
- Whistler Film Festival 2016, Canada -  AWFJ EDA Best Female-Directed Narrative Feature
- Prix Découverte de la Directors Guild of Canada
- Festival International du Film Canada Chine - Meilleur film
- Festival du film de Turin, Italie - Prix Premio Interfedi
- Révélation de l'année Rykko Bellemare. Prix IRIS du Gala Québec-Cinéma

En 2018, Chloé Leriche a reçu le prix du CALQ - Créatrice de l'année en Mauricie.
Le film Soleils Atikamekw s'est également mérité plusieurs récompenses :
- 52e Festival du nouveau cinéma de Montréal (2023) : Prix du public TV5 du Meilleur film francophone[13]
- 42e Festival du cinéma international en Abitibi-Témiscamingue (2023) : Prix Mediafilm-Robert-Claude-Bérubé[14],[15]
- 23e Festival du film de Whistler (en) (2023) :
  - Compétition Borsos[16]
    - Meilleur long métrage canadien
    - Meilleure réalisation (Chloé Leriche)
    - Meilleure interprétation (l'ensemble de la distribution du film)

  - Prix EDA pour le meilleur long métrage réalisé par une femme

En 2025, Chloé Leriche reçoit le prix du CALQ d'artiste de l'année en Mauricie